# Commelina wightii
Commelina wightii är en himmelsblomsväxtart som beskrevs av Mukat Behari Raizada. Commelina wightii ingår i släktet himmelsblommor, och familjen himmelsblomsväxter. Inga underarter finns listade.